# 雷古计山
雷古计山（日语：／）是雷公计岛的火山，属萨哈林州北库里尔斯克区，海拔551米，由玄武岩组成，中间是一个直径约700米，深达200米的坑。